# Storenosoma altum
Storenosoma altum är en spindelart som beskrevs av Davies 1986. Storenosoma altum ingår i släktet Storenosoma och familjen mörkerspindlar.
Artens utbredningsområde är New South Wales. Inga underarter finns listade i Catalogue of Life.